# GKS Zagłębie Wałbrzych
GKS Zagłębie Wałbrzych (Górniczy Klub Sportowy Zagłębie Wałbrzych) – polski wielosekcyjny klub sportowy, założony w 1945 na Białym Kamieniu (obecnie dzielnica Wałbrzycha) przy kopalni węgla KWK Julia.

## Historia

### Powstanie
Klub powstał w 1945 roku, na Białym Kamieniu, miejscowości położonej na zachód od Wałbrzycha, włączonej w granice miasta w 1951 roku. Opiekunem drużyny została miejscowa kopalnia „Julia”, stąd też zespół przyjął nazwę patrona – KS Julia Biały Kamień. Klub funkcjonował z tą nazwą zaledwie przez 4 lata, gdyż po radzieckich porządkach w polskim sporcie drużyna zmienia nazwę na KS Górnik Biały Kamień. Po przyłączeniu Białego Kamienia do Wałbrzycha, z nazwy znika „Biały Kamień”, a pojawia się Wałbrzych, dodanie zostaje też słowa „Thorez” – na cześć francuskiego działacza komunistycznego Maurice’a Thoreza. W 1968 roku klub z Białego Kamienia przemianowano na GKS Zagłębie i pod tą nazwą osiągnął największe sukcesy piłkarskie.

### Chronologia nazw
- KS Julia Biały Kamień (12 grudnia 1946)
- KS Górnik Thorez Wałbrzych
- KS Thorez Wałbrzych
- GKS Zagłębie Wałbrzych (22 lutego 1968)

## Sekcje

### Sekcje istniejące
- GKS Zagłębie Wałbrzych – Piłka nożna mężczyzn
- GKS Zagłębie Wałbrzych – Piłka nożna kobiet
- ZLKS Zagłębie Wałbrzych – Zapasy
- CKS Zagłębie Wałbrzych – Podnoszenie Ciężarów

### Sekcje nieistniejące
- Zagłębie Wałbrzych – Koszykówka
- Zagłębie Wałbrzych – Tenis Ziemny
- Zagłębie Wałbrzych – Tenis stołowy
- Zagłębie Wałbrzych – Narciarstwo Zjazdowe
- Zagłębie Wałbrzych – Wędkarstwo Sportowe